# Tom Chorske
Thomas Patrick „Tom“ Chorske (* 18. September 1966 in Minneapolis, Minnesota) ist ein ehemaliger US-amerikanischer Eishockeyspieler, der im Verlauf seiner aktiven Karriere zwischen 1985 und 2001 unter anderem 646 Spiele für die Canadiens de Montréal, New Jersey Devils, Ottawa Senators, New York Islanders, Washington Capitals, Calgary Flames und Pittsburgh Penguins in der National Hockey League auf der Position des linken Flügelstürmers bestritten hat. Seinen größten Karriereerfolg feierte Chorske in Diensten der New Jersey Devils mit dem Gewinn des Stanley Cups im Jahr 1995.

## Karriere
Tom Chorske begann seine Karriere als Eishockeyspieler in der Mannschaft des High-School-Teams Southwest High Lakers. Nach Abschluss seiner High-School-Karriere gewann Chorske im Kalenderjahr 1985 die erstmals vergebene Auszeichnung als Minnesota Mr. Hockey, welche den besten High-School-Spieler des US-Bundesstaates Minnesota würdigt. Daraufhin wurde er im NHL Entry Draft 1985 in der ersten Runde als insgesamt 16. Spieler von den Canadiens de Montréal ausgewählt. Zunächst besuchte er jedoch zwischen 1985 und 1989 die University of Minnesota, für deren Eishockeymannschaft er in der National Collegiate Athletic Association spielte. Einzig die Saison 1987/88 verbrachte er bei der US-amerikanischen Nationalmannschaft, mit der er sich auf die Olympischen Winterspiele 1988 vorbereitete, jedoch wurde er kurz vor dem Wettbewerb aus dem Olympiakader gestrichen.
Während der Saison 1989/90 gab Chorske sein Debüt in der National Hockey League für die Canadiens de Montréal. In seinem Rookiejahr erzielte er in 14 Spielen drei Tore und gab eine Vorlage. Die gesamte restliche Spielzeit verbrachte er jedoch bei Montréals Farmteam, den Canadiens de Sherbrooke aus der American Hockey League. Nach einem weiteren Jahr in Montréal wurde er am 20. September 1991 zusammen mit Stéphane Richer im Tausch gegen Kirk Muller und Roland Melanson an die New Jersey Devils abgegeben. In der NHL-Mannschaft New Jerseys hatte er in den folgenden vier Jahren einen Stammplatz und gewann mit seinem Team in der Saison 1994/95 den prestigeträchtigen Stanley Cup. Zudem stand er in der Saison 1992/93 in sechs Spielen für die Utica Devils in der American Hockey League auf dem Eis. Während der Stanley-Cup-Saison 1994/95 spielte er sieben Mal für den HC Devils Milano in der italienischen Serie A.
Von 1995 bis 1997 stand Chorske bei den New York Islanders in der NHL unter Vertrag. Anschließend blieb er bei keinem seiner Vereine über einen längeren Zeitraum und spielte bis 2000 für New Yorks Ligarivalen Washington Capitals, Calgary Flames und Pittsburgh Penguins. Im Anschluss an die Saison 2000/01, die er bei den Houston Aeros in der International Hockey League verbracht hatte, beendete der ehemalige Nationalspieler im Alter von 34 Jahren seine aktive Karriere. Nach seinem Karriereende war er unter anderem in der Saison 2006/07 als Co-Kommentator für die Radioübertragungen der NHL-Spiele seines Ex-Clubs New Jersey Devils tätig.

### International
Für die USA nahm Chorske an der Junioren-Weltmeisterschaft 1986 sowie den Weltmeisterschaften 1989, 1996, 1998 und 1999 teil. Dabei gewann er sowohl 1986 bei den Junioren als auch zehn Jahre später mit der A-Auswahl die Bronzemedaille.

## Erfolge und Auszeichnungen
- 1985 Minnesota Mr. Hockey
- 1989 WCHA First All-Star Team
- 1995 Stanley-Cup-Gewinn mit den New Jersey Devils

### International
- 1986 Bronzemedaille bei der Junioren-Weltmeisterschaft
- 1996 Bronzemedaille bei der Weltmeisterschaft

## Karrierestatistik

### International
Vertrat die USA bei:
| - Junioren-Weltmeisterschaft 1986 - Weltmeisterschaft 1989 - Weltmeisterschaft 1996 | - Weltmeisterschaft 1998 - Weltmeisterschaft 1999 |

(Legende zur Spielerstatistik: Sp oder GP = absolvierte Spiele; T oder G = erzielte Tore; V oder A = erzielte Assists; Pkt oder Pts = erzielte Scorerpunkte; SM oder PIM = erhaltene Strafminuten; +/− = Plus/Minus-Bilanz; PP = erzielte Überzahltore; SH = erzielte Unterzahltore; GW = erzielte Siegtore; 1 Play-downs/Relegation; Kursiv: Statistik nicht vollständig)